# Golden West Airlines
La Golden West Airlines era una compagnia aerea regionale che operava voli lungo un'estesa rete di rotte in California. Cessò ogni attività nel 1983.

## Storia
L'originale Golden West Airlines, con sede a Van Nuys, California, era stata fondata nel 1968 e operava dal Terminal 4 dell'aeroporto internazionale di Los Angeles con una flotta di velivoli turboelica come i de Havilland Canada DHC-6 Twin Otter e almeno un HFB 320 Hansa Jet collegando Pomona, Riverside, Santa Ana e Ventura. Questa compagnia aerea cessò le operazioni l'11 marzo 1969.
Aero Commuter, fondata nel dicembre 1967 e con sede a Long Beach, operava voli tra Long Beach, l'aeroporto internazionale di Los Angeles (LAX), Avalon, Burbank e Fullerton con una flotta di de Havilland Canada DHC-6 Twin Otter. Inoltre acquistò Catalina Air Lines, che era stata fondata nel 1953 come Avalon Air Transport. Nel 1968 il servizio si era espanso per includere Apple Valley, Bakersfield, El Monte, Ontario, Oceanside, Palm Springs, Palmdale, San Diego e Santa Ana. Nel 1969 si fuse con Skymark Airlines (una compagnia regionale/charter fondata nel febbraio 1968 a Sacramento, operante anch'essa il Twin Otter) e Cable Commuter Airlines (una compagnia con sede ad Upland entrata nel programma attività di compagnie aeree pendolari nel 1968 tramite uno hub presso l'aeroporto di Los Angeles (LAX) con voli verso tali destinazioni della California meridionale verso Burbank, Colton, Inyokern, Ontario, Oxnard, Palmdale, Palm Springs, Santa Ana (Aeroporto di Orange County), Santa Barbara e Santa Maria, così come un servizio per Lake Havasu City in Arizona con tutti i voli operati dai Twin Otter). Alla chiusura della prima Golden West Airlines (vedi sopra) all'inizio del 1969, Aero Commuter acquistò diversi asset da Golden West, incluso il suo nome. Golden West operò per breve tempo un servizio jet con l'HFB 320 Hansa Jet, un business jet fabbricato nella Germania Ovest configurato con dieci posti passeggeri che collegava l'aeroporto di Burbank (BUR, ora Aeroporto Bob Hope) a Santa Barbara (SBA) e Palm Springs (PSP) nel 1969.

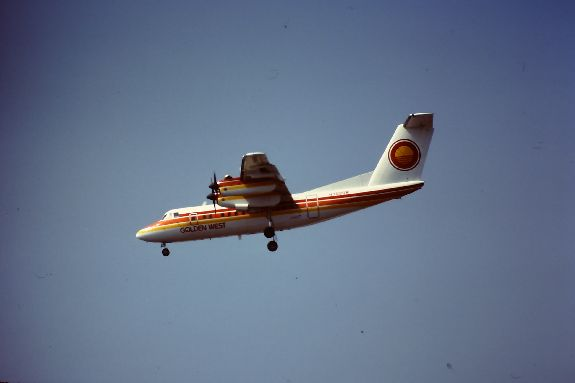
Un de Havilland Canada DHC-7 Dash 7 di Golden West Airlines, 1981.

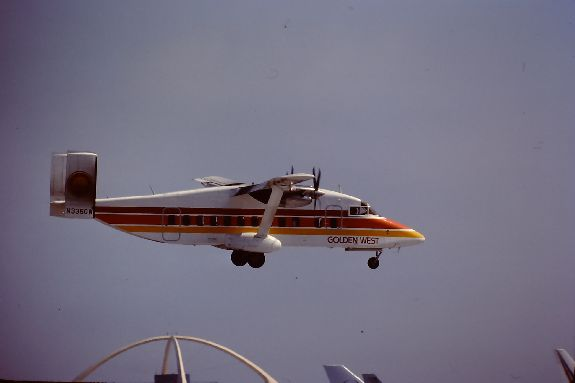
Uno Short 33 di Golden West Airlines, 1982.

Come Golden West Airlines continuò ad espandersi in modo aggressivo negli anni '70, aggiungendo rotte per San Francisco (SFO), Oakland, Bakersfield, Fresno, Oxnard, Santa Rosa, Merced, Modesto, Monterey, San Jose, Stockton e altri aeroporti più piccoli, molti dei quali che non gestivano più servizi commerciali, come l'aeroporto Van Nuys, l'aeroporto municipale di Fullerton e l'aeroporto sull'isola di Santa Catalina. Nel 1971 tentò di acquisire la Los Angeles Airways, una compagnia aerea locale di elicotteri per pendolari, ma l'affare non andò in porto. Allora West acquisì Catalina Air Lines, un operatore di idrovolanti che collegava l'isola di Catalina al largo della costa della California meridionale con il Grumman G-21 Goose. Questi velivoli anfibi Grumman venivano operati come Catalina Golden West, una divisione di Golden West.
Grazie alla crescita economica e all'attrattiva turistica della California, Golden West fu in grado di diventare partner interlinea con numerose compagnie aeree nazionali e internazionali. Secondo l'orario del sistema Golden West del 1 gennaio 1973, queste compagnie aeree includevano Aer Lingus, Aerolíneas Argentinas, Aeroméxico, Air Canada, Air France, Alaska Airlines, Allegheny Airlines, Aloha Airlines, American Airlines, Braniff International, Continental Airlines, Delta Air Lines, Eastern Air Lines, Finnair, Frontier Airlines, Hawaiian Airlines, Hughes Airwest, Japan Airlines (JAL), Lufthansa, National Airlines, Northeast Airlines, Ozark Air Lines, Pan American World Airways (Pan Am), Piedmont Airlines, Scandinavian Airline System (SAS), Southern Airways, Trans World Airlines (TWA), United Airlines, Western Airlines, Wien Air Alaska e altri vettori aerei.
All'inizio degli anni '80 la Golden West era la più grande compagnia aerea per pendolari della California che operava un programma di voli-navetta ad alta frequenza tra LAX, Santa Barbara e San Diego. Nel 1981, Golden West era l'unico vettore aereo che volava senza scalo tra Santa Barbara e LAX con un massimo di quattordici voli di andata e ritorno al giorno. La sua flotta si era ingrandita fino a includere aerei più grandi come lo Short 330 e il de Havilland Canada DHC-7 Dash 7. Il Dash 7, da 50 posti, fu il più grande aereo mai operato dalla compagnia aerea. Un enorme accumulo di debiti, tra gli altri fattori, fece cessare le attività della Golden West Airlines nell'aprile 1983.
Nel 2001, Pinnacle Air Charter, Inc. acquisì il certificato di vettore aereo della Golden West Airlines, che così operò nuovamente sotto il DBA di Pinnacle Air Charter, e in seguito Platinum Air Charter, Inc., conducendo operazioni di voli charter e aeroambulanza su richiesta ai sensi della parte FAR 135. La sua base operativa era situata a Brackett Field, Pomona, e condusse dei voli principalmente dall'aeroporto internazionale di San Bernardino. Sospese le operazioni e chiuse nel 2005.

## Flotta

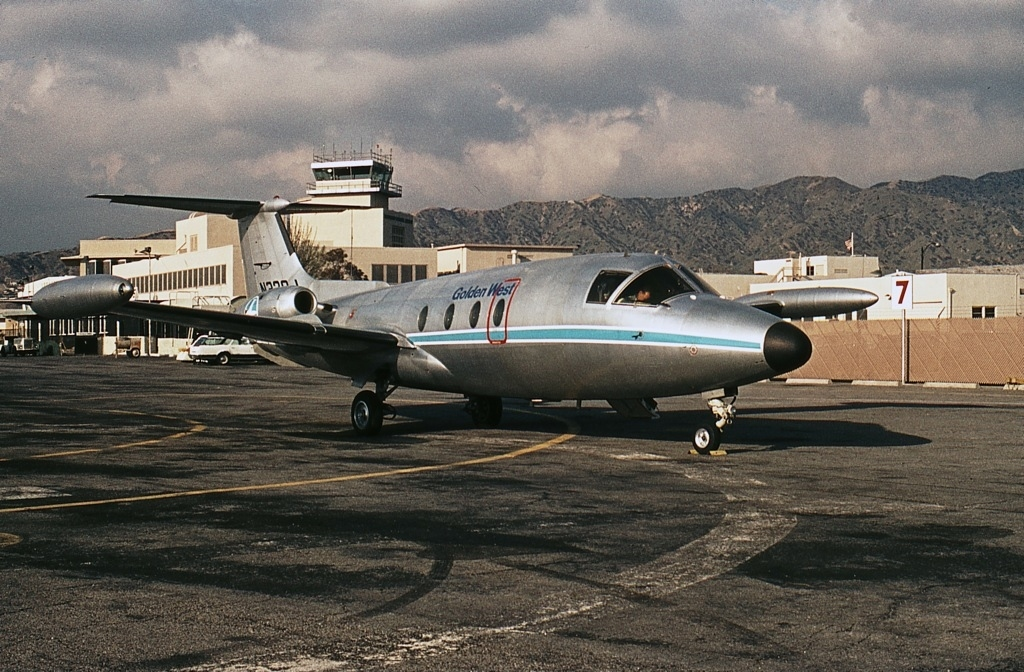
Un MBB HFB-320 Hansa-Jet di Golden West Airlines.

La flotta Golden West era composta dai seguenti modelli e quantità di aeromobili:
- 4 Beechcraft King Air
- 27 de Havilland Canada DHC-6 Twin Otter
- 5 de Havilland Canada DHC-7 Dash 7
- 1 Grumman G-21 Goose (aereo anfibio precedentemente operato da Catalina Air Lines e acquistato dalla Golden West)
- 1 HFB 320 Hansa Jet
- 5 Short 330

## Destinazioni nel 1982
La mappa degli orari della Golden West del 1 luglio 1982 include:
- Bakersfield
- Fresno
- Lago Tahoe
- Los Angeles
- Monterey
- Ontario
- Orange County (ora aeroporto John Wayne)
- Oxnard
- San Diego
- San Francisco

## Vecchie destinazioni
Prima del 1982, Golden West ha servito in vari momenti:
- Avalon Harbour Seaplane Base, Catalina Island (servita dalla divisione Golden West Catalina Air Lines con gli idrovolanti Grumman Goose)
- Aeroporto Catalina (AVX) (noto anche come Airport in the Sky)
- Base aeronautica di Edwards
- Aeroporto di Fullerton
- Inyokern
- Aeroporto di Long Beach (servito da Golden West con i DHC-6 Twin Otter e dalla divisione Catalina Air Lines con gli idrovolanti Grumman Goose)
- Aeroporto McClellan-Palomar
- Merced
- Modesto
- Aeroporto di Mojave
- Oakland
- Aeroporto di Palmdale
- Palm Springs
- Pomona (POC)
- Aeroporto di Redlands
- Riverside
- Sacramento
- San Jose
- Santa Rosa
- Stockton
- Tehachapi
- Trona
- Two Harbors Seaplane Base, Catalina Island (servito dalla divisione Catalina Air Lines con gli idrovolanti Grumman Goose)
- Base aerea di Vandenberg

## Incidenti
Il 9 gennaio 1975 il volo Golden West Airlines 261, un de Havilland Twin Otter, si scontrò con un Cessna 150 sopra Whittier, in California, uccidendo 14 persone in entrambi gli aerei (tutti i 12 a bordo del Twin Otter della Golden West e i 2 occupanti del Cessna).